# Oberon (naturväsen)

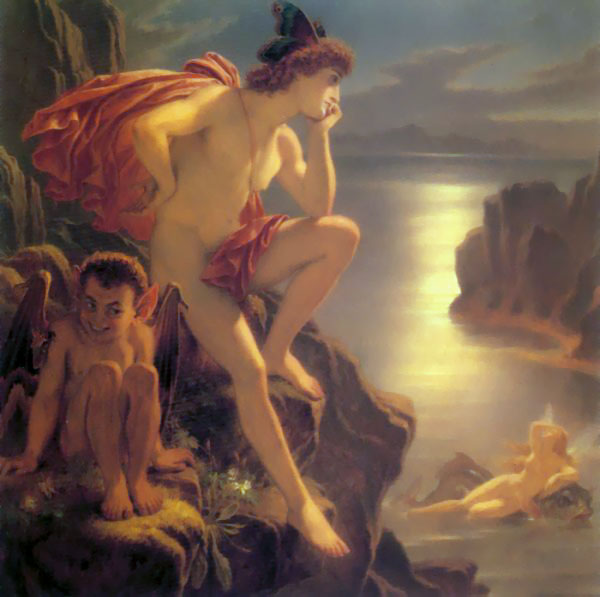
Oberon och sjöjungfru, av Joseph Noel Paton, 1888

Oberon var inom folktron älvornas konung och känd från 1100-talet i den fornfranska dikten om Oberon  (Auberon, Alberon), vars namn betyder älvkonung, och hans drottning Titania. Stoffet i de medeltida sagorna om Oberon har bland annat använts i William Shakespeares romantiska skådespel En midsommarnattsdröm och Christoph Martin Wielands versepos Oberon. Efter Wielands verk skrevs en text som tonsattes i operan Oberon av Carl Maria von Weber.